# Domenico Veneziano

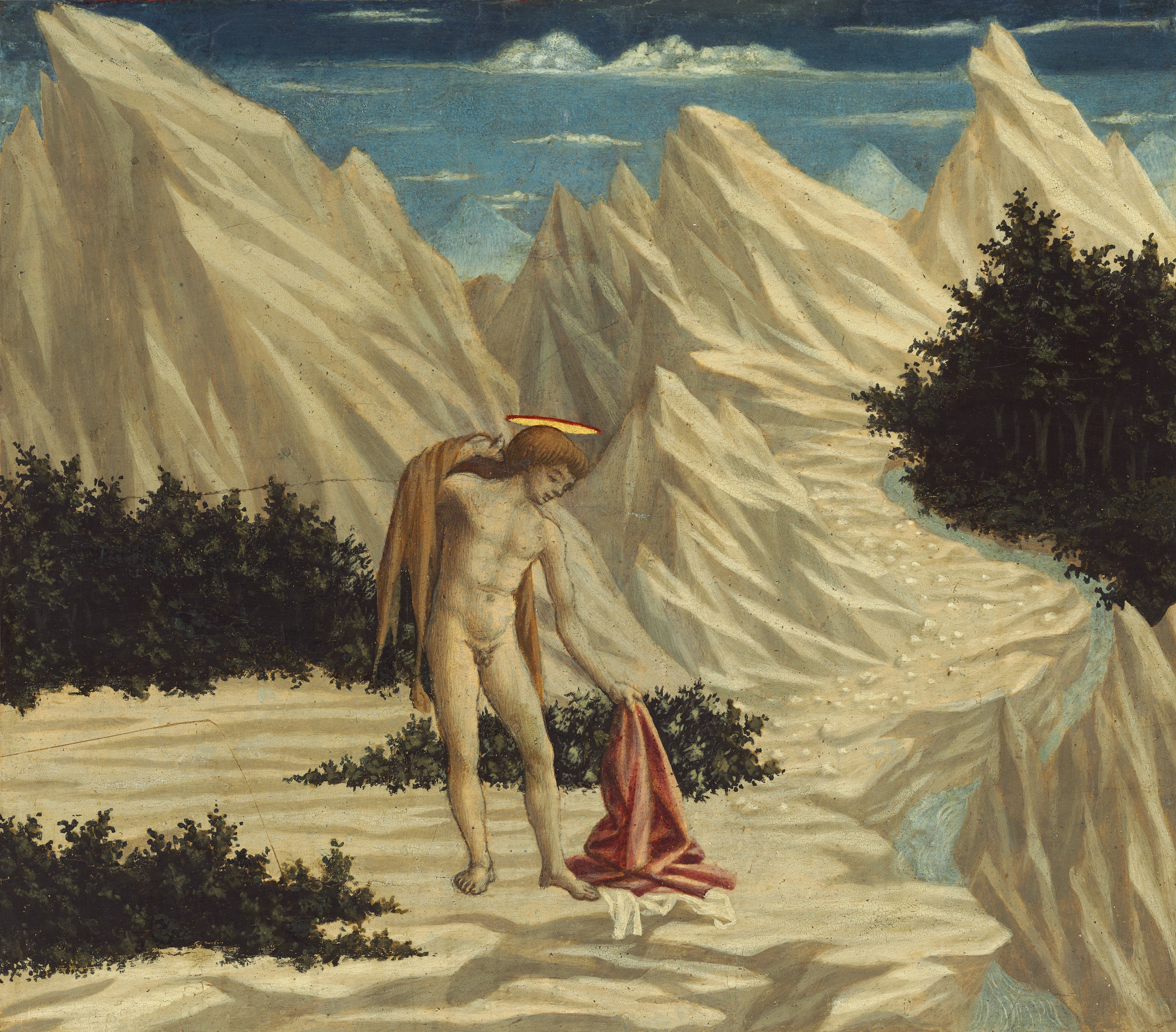
São João no Deserto, Galeria Nacional de Arte, Washington

Domenico Veneziano (Veneza, c.1410 — Florença, 15 de Maio de 1461) foi um pintor italiano do começo do Renascimento, que trabalhou principalmente em Perúgia e na Toscana. Influenciou Andrea Mantegna e foi o professor de Piero della Francesca. 
Acredita-se que tenha nascido em Veneza, daí seu sobrenome. Mudou-se para Florença ainda menino e tornou-se aluno de Gentile da Fabriano. Trabalhou com Pisanello em Roma. Pode-se perceber a influência de Benozzo Gozzoli em seu trabalho. 
Seu trabalho se caracteriza pelo uso da perspectiva e da cor. Sua obra-prima é Madonna e o Menino com Santos, que estava originalmente na Santa Lucia dei Magnoli, em Florença, mas foi transportado para a Galeria Uffizi. Nela, Domenico usa da perspectiva e dos conhecimentos de arquitetura da época. 
Outro trabalho importante é a Adoração dos Magos, feita em um tondo, provavelmente encomendada pela Família Médici. 